# Gilberto Penayo
Benigno Gilberto Penayo Ortiz (Assunção, 3 de abril de 1933 – 27 de outubro de 2020) foi um futebolista paraguaio que atuava como atacante.

## Carreira
Penayo atuou de 1958 a 1963 no Cerro Porteño, com o qual foi artilheiro na temporada de 1960, marcando dezoito gols, e conquistou dois campeonatos nacionais em 1961 e 1963.
Fez parte do elenco da Seleção Paraguaia de Futebol, na Copa do Mundo de 1958.

## Morte
Penayo morreu em 27 de outubro de 2020, aos 87 anos.